# Вороньків
Воронькíв — село в Бориспільському районі Київської області, центр Вороньківської сільської громади, розташоване на південному заході від міста Бориспіль. Засноване 1096 р. як місто Ворониця. За козаччини поселення мало статус містечка та було центром Вороньківської сотні.
Через село протікає колись повноводна, судноплавна, а тепер обміліла річка Іква. У селі працюють загальноосвітня триповерхова школа, Центр розвитку дитини «Віночок», Будинок культури, сім магазинів, аптека, сільська бібліотека, лікарня і завжди задіяний стадіон. Є житлові будинки та гуртожитки. Функціонують 9 фермерських господарств, підсобне господарство Києво-Печерської лаври, ВАТ «Дніпровське». У селі приймають прихожан дві церкви — Різдво-Богородицька та Євангелістська, побудовані ще у XVIII ст.

## Історія
Історія Воронькова сягає у глибину віків. Першу згадку про населений пункт пов'язують із літописним урочищем Ворониця під 1109 рік. Урочище, або городище, виникло як укріплення, що входило до лінії оборони Києва від набігів зовнішніх ворогів.
Укріплення Ворониця розкинулося на рівному місці, на березі річки Ікви та її протоки Млен. За народними переказами, на місці Воронькова жив воїн на прізвище Ворон. За ім'ям Ворона і названо містечко.
До 1586 р. землі навколо Воронькова належали до володінь Філона Лозки. При Лозках було населено с. Жереб'ятин, яке нині належить до території Вороньківської сільської ради.
Після смерті Лавріна Лозки його донька від першої дружини Ганни Гулевичівни Анна (Гальшка), дружина Людвіка Олізара (†1645), успадкувала Вороньків з прилеглими землями. Пізніше вони були продані батьком Людвіком Олізаром матері короля Яна ІІІ Собеського Софії Теофілі Даниловичівній за 65 000 злотих. Та, у свою чергу, віддала маєток Людвіку Олізару в оренду «для повернення 65 000 зл.», що потім стало причиною тривалих судових процесів.
Із початком визвольної війни українського народу під проводом Богдана Хмельницького у Воронькові утворилася козацька сотня, яка входила до Переяславського полку. Козаки Воронківської сотні брали участь у визвольній війні українського народу на чолі з Богданом Хмельницьким.
У другій половині XVII—XVIII ст. територіальні межі Воронькова розширяються, активно починає заселятися не тільки центральна частина містечка, а й околиці.
У другій половині XVIII ст. Катерина II змінила форму верховного управління Лівобережної України. Рум'янцевський опис зафіксував п'ять соціальних груп населення Вороньківської сотні: великі землевласники, козаки виборні, козаки підпомічники, посполиті й підсусідки. Налічувалося 2723 особи населення, посполитих — 588, підсусідків — 128 осіб, козаків виборних — 698, підпомічників — 1303.
1751 році з'явились перши сповідні записи церкви Різдва Богородиці та Михайлівский.
У 1781 р. на лівобережжі замість полкового поділу території було утворено п'ять намісництв. Вороньків став відноситись до Переяславського повіту Київського намісництва.
Є на мапі 1787 року.
З 1797 р. містечко Вороньків стає центром Вороньківської волості, яка налічувала 6373 чоловіків та 6436 жінок. Мав велику єврейську громаду з синагогою. Перша школа відкрилась у 1842 р., проте рівень освіти до початку XX ст. був низьким.
На початку XX століття з жителів Воронькова та навколишніх сіл була сформована Вороньківська сотня Армії УНР на чолі з Іваном Черпаком. У лютому 1919 року сотня прийняла героїчний бій з більшовицькими загарбниками на річці Трубіж.
Наприкінці 20-х років ХХ ст. Вороньків був доволі великим населеним пунктом. Зі спогадів старожилів на час початку колективізації у ньому налічувалось 360 дворів і проживало 3680 жителів.
У 1930 році тут створено три колгоспи: «Зірка», «Перше травня», «Жовтень». У 1932—1933 роках з села Вороньків виконавцями політики Голодомору було вивезено всі зернові і продовольчі фонди колективних господарств і продовольство з особистих селянських господарств. Очевидцям трагедії вдалося встановити 36 прізвищ односельців, які померли з голоду.
У передвоєнні роки в село Вороньків було радіофіковано, створено перший на Бориспільщині сільський хор, який налічвував 80 учасників.
У Воронькові знаходять численні поховання людей, розстріляних НКВС у 1930-х роках.

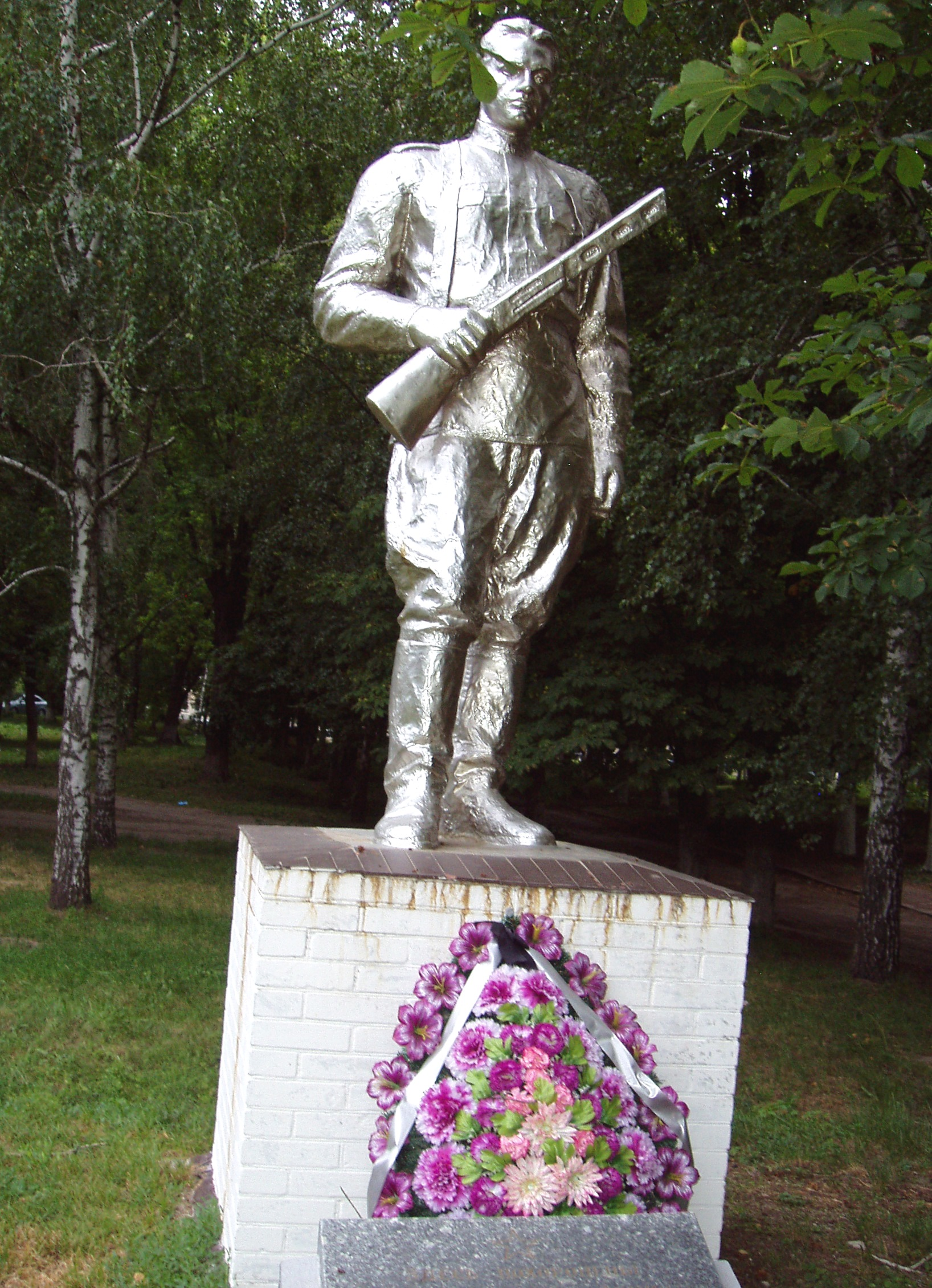
Братська могила воїнів Радянської Армії, які загинули в роки Другої світової війни
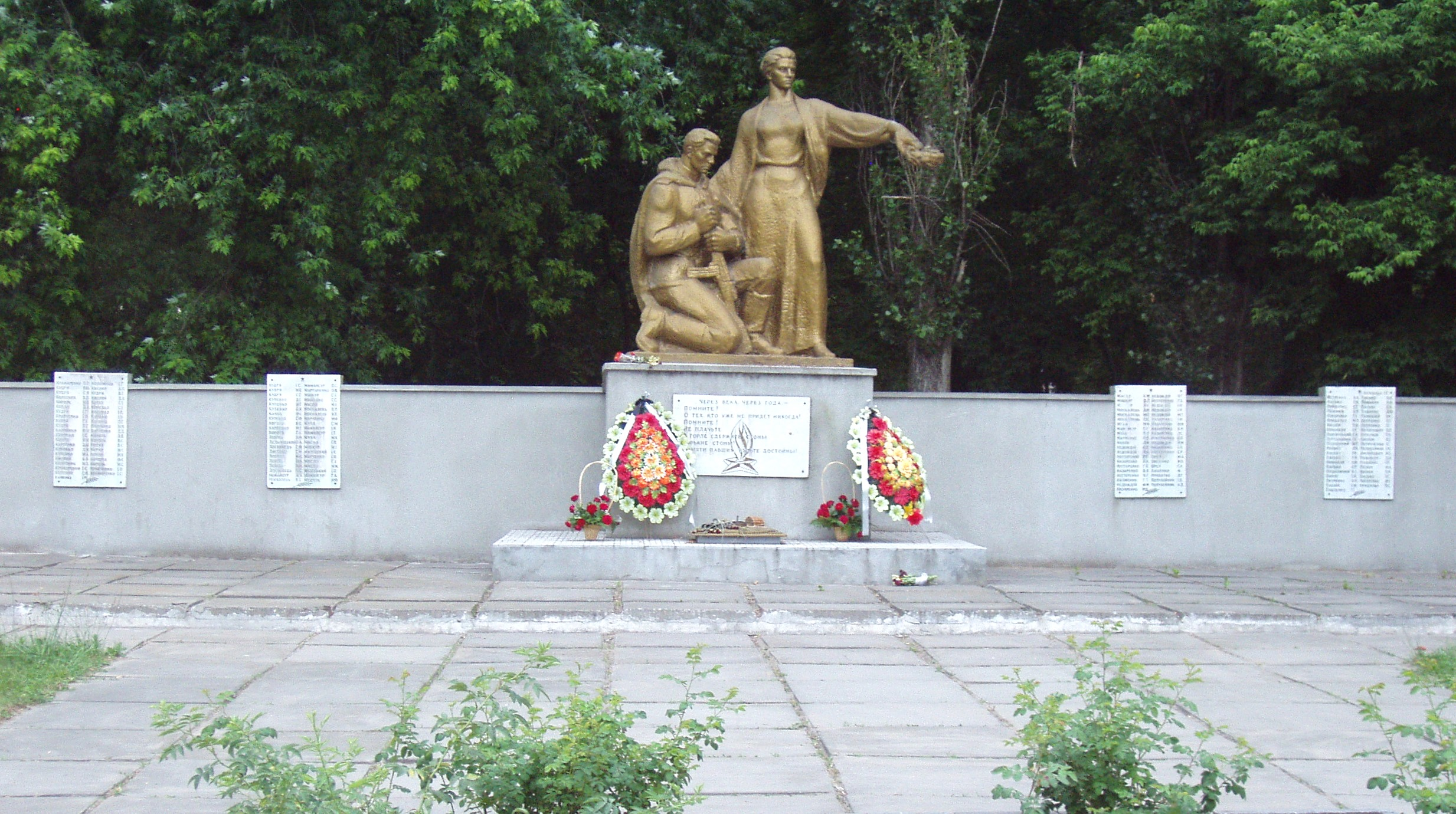
Пам'ятник воїнам-односельцям, які загинули в роки Другої світової війни

## Відомі люди
У селі народились або жили:
- Тузов Анатолій Павлович (1938-2013) - Видатний український вчений, Профессор, доктор наук, Заслужений юрист України.
- Баккалінський Арсен Якимович (1880—1921) — фольклорист і хормейстер.
- Вербицька Софія Степанівна — Герой Соціалістичної Праці.
- Бранка-Кривуцька Катерина — артистка.
- Бойко Надія Іванівна — мовознавець.
- Заборний Михайло Васильович — депутат Верховної Ради УРСР.
- Землянських Ігор Іванович — художник-орнітолог.
- Володимир Ісай (1972—2009) — старший лейтенант МВС України.
- Карпенко Микола Іванович — поет.
- Клименко Василь Олексійович (1975—2014) — молодший сержант Збройних сил України, учасник російсько-української війни.
- Коновал Іван Омелянович (1875—1925) — український письменник, педагог, громадський діяч, збирач народної творчості.
- Павло (Лебідь), відомий як «Владика-Мерседес» — власник розкішного маєтку у селі[7][8][9].
- Мамайсур Борис Сергійович — поет.

- Шолом-Алейхем — письменник.

## Джерело
- Облікова картка на сайті ВРУ[недоступне посилання з квітня 2019]
- Інформація порталу who-is-who.ua
- Woronków, mko… pow. perejasławski // Słownik geograficzny Królestwa Polskiego. — Warszawa : Druk «Wieku», 1893. — Т. XIII. — S. 954. (пол.) — S. 954. (пол.)
- http://borvisti.com.ua/arcvisti/index.php?read=2096 [Архівовано 29 квітня 2011 у Wayback Machine.]
- Погода в Воронькові [Архівовано 6 квітня 2020 у Wayback Machine.]

| Україна | Це незавершена стаття з географії України. Ви можете допомогти проєкту, виправивши або дописавши її. |